# Pat (Hongarije)
Pat is een plaats (község) en gemeente in het Hongaarse comitaat Zala, gelegen in het district Nagykanizsa. Pat telt 182 inwoners (2015).
Het dorp heeft een gezamenlijk onderhouden basisschool en een kinderdagverblijf met de gemeenten Miháld en Sand.